# Eleição municipal de Ananindeua em 2008
A eleição municipal de 2008 em Ananindeua, assim como nas demais cidades brasileiras, ocorreu no dia 5 de outubro de 2012 e elegeu o prefeito, o vice-prefeito da cidade e os membros da Câmara de Vereadores, nesta cidade, foram eleitos 19 vereadores. O atual prefeito é Helder Barbalho, do PMDB. Seu mandato se encerrará em 31 de dezembro de 2008 e ele é concorrente à reeleição. Há um total de cinco candidatos para prefeito. O vencedor foi o então prefeito Helder Barbalho, do PMDB, que se elegeu no primeiro turno.

## Antecedentes
A eleição municipal de 2004 em Ananindeua determinou a eleição de Helder Barbalho do Partido do Movimento Democrático Brasileiro (PMDB), tornando-se o prefeito mais novo da história do estado do Pará, com apenas 25 anos de idade.

## Eleitorado
O eleitorado foi composto por 238.965 eleitores, com 9.416 votos nulos, 4.642 votos brancos e 38.549 abstenções.

## Candidatos
No primeiro turno, cinco candidatos disputaram o poder executivo da cidade: Antônio Carlos pelo PSOL, Helder Barbalho pelo PMDB, Luiz Samuel Reis pelo PV, Manoel Carlos Antunes pelo PSDB, e Rosilene Souza pelo PTB. Apesar de cogitado no decorrer da eleição, não ocorreu um segundo turno, pois Barbalho, então prefeito e candidato a reeleição, conseguiu ultrapassar a margem mínima de 50% dos votos válidos, sendo eleito já no primeiro turno.
|  | Nº | Candidato(a) a prefeito | Candidato(a) a prefeito                              | Candidato(a) a vice-prefeito | Candidato(a) a vice-prefeito                       | Coligação |
|  | -- | ----------------------- | ---------------------------------------------------- | ---------------------------- | -------------------------------------------------- | --- |
|  | 14 |                         | Rosilene Souza (PTB) Rosilene de Souza do Nascimento |                              | Soraia Gomes (PTB) Soraia Socorro Gomes dos Santos | "Ananindeua em boas mãos" - Partido Trabalhista Brasileiro (PTB) - Partido Renovador Trabalhista Brasileiro (PRTB) |
|  | 15 |                         | Helder Barbalho (PMDB) Helder Zahluth Barbalho       |                              | Sandra Batista (PT) Sandra Maria Caminha Fonseca   | "Ananindeua no caminho certo" - Partido do Movimento Democrático Brasileiro (PMDB) - Partido dos Trabalhadores (PT) - Partido Progressista (PP) - Partido Democrático Trabalhista (PDT) - Partido Socialista Brasileiro (PSB) - Partido da República (PR) - Partido Social Cristão (PSC) - Partido Comunista do Brasil (PCdoB) - Partido Humanista da Solidariedade (PHS) - Partido Social Liberal (PSL) - Partido Trabalhista do Brasil (PTdoB) - Partido Trabalhista Nacional (PTN) - Partido Social Democrata Cristão (PSDC) - Partido da Mobilização Nacional (PMN) - Partido Republicano Progressista (PRP) |
|  | 43 |                         | Samuel Reis (PV) Luiz Samuel de Azevedo Reis         |                              | Ivanete Quadros (PV) Maria Ivanete de Quadros      | "Coligação Pela Vida" - Partido Verde (PV) - Partido Popular Socialista (PPS) |
|  | 45 |                         | Manoel Pioneiro (PSDB) Manoel Carlos Antunes         |                              | Pastor Divino Santos (PRB) Divino dos Santos       | "Do povo de Ananindeua" - Partido da Social Democracia Brasileira (PSDB) - Partido Republicano Brasileiro (PRB) - Democratas (DEM) - Partido Trabalhista Cristão (PTC) |
|  | 50 |                         | Antônio Carlos (PSOL) Antônio Carlos Martins Barros  |                              | Josué Peres (PSOL) Josué Peres dos Santos          | "Frente de Esquerda" - Partido Comunista Brasileiro (PCB) |

## Pesquisas
| Período da pesquisa | Instituto | Margem de erro | Candidato              | Candidato                    | Candidato        | Candidato            | Candidato                    | Brancos, Nulos e Indecisos |
| Período da pesquisa | Instituto | Margem de erro | Helder Barbalho (PMDB) | Manoel Carlos Antunes (PSDB) | Samuel Reis (PV) | Rosilene Souza (PTB) | Antônio Carlos Barros (PSOL) | Brancos, Nulos e Indecisos |
| ------------------- | --------- | -------------- | ---------------------- | ---------------------------- | ---------------- | -------------------- | ---------------------------- | -------------------------- |
| 23/07 a 26/07/2008  | Ibope     | ±4%            | 46%                    | 32%                          | 2%               | 1%                   | 1%                           | 19%                        |
| 20/09 a 22/09/2008  | Ibope     | ±4%            | 45%                    | 37%                          | 2%               | 1%                   | 1%                           | 14%                        |

## Resultados

### Prefeito
| Helder Barbalho (PMDB)       | Sandra Batista (PT)        | 93.493  | 50,17%  |
| Manoel Pioneiro (PSDB)       | Pastor Divino Santos (PRB) | 83.592  | 44,86%  |
| Samuel Reis (PV)             | Ivanete Quadros (PV)       | 5.018   | 2,69%   |
| Rosilene Souza (PTB)         | Soraia Gomes (PTB)         | 3.133   | 1,68%   |
| Antônio Carlos Barros (PSOL) | Josué Peres (PSOL)         | 1.122   | 0,60%   |
| Total de votos válidos       | Total de votos válidos     | 186.358 | 100,00% |
| Votos apurados               |                            |         |         |
| Votos válidos                | Votos válidos              | 186.358 | 92,99%  |
| Votos em branco              | Votos em branco            | 4.642   | 2,32%   |
| Votos nulos                  | Votos nulos                | 9.416   | 4,70%   |
| Total de votos apurados      | Total de votos apurados    | 200.416 | 100,00% |
| Eleitores                    |                            |         |         |
| Comparecimento               | Comparecimento             | 200.416 | 83,87%  |
| Abstenções                   | Abstenções                 | 38.549  | 16,13%  |
| Total de eleitores           | Total de eleitores         | 238.965 | 100,00% |
| Total de seções: 637         |                            |         |         |

| Partido | Partido | Candidato             | Votos   | Votos (%) |
| ------- | ------- | --------------------- | ------- | --------- |
|         | PMDB    | Helder Barbalho       | 93 493  | 50,17%    |
|         | PSDB    | Manoel Carlos Antunes | 83 592  | 44,86%    |
|         | PV      | Samuel Reis           | 5 018   | 2,69%     |
|         | PTB     | Rosilene Souza        | 3 133   | 1,68%     |
|         | PSOL    | Antônio Carlos Barros | 1 122   | 0,6%      |
| Totais  | Totais  | Totais                | 186 358 |           |

### Vereadores
Foram eleitos dezenove (19) vereadores para compor a Câmara Municipal de Ananindeua. 
| Candidato (a)                | Nº    | Coligação                                           | Votos | %     |
| ---------------------------- | ----- | --------------------------------------------------- | ----- | ----- |
| Pastora Ray Tavares (PMDB)   | 15777 | PMDB - PHS PMDB / PHS                               | 4.318 | 2,30% |
| Eliel Faustino (PR)          | 22222 | Todos por Ananindeua PR / PTdoB                     | 4.314 | 2,30% |
| Prof.ª Leila Freire (PMDB)   | 15456 | PMDB - PHS PMDB / PHS                               | 3.280 | 1,75% |
| Chico Barros (PRP)           | 44789 | República Progressista Social PSL / PRP             | 3.245 | 1,73% |
| Carlito Begot (PP)           | 11234 | Melhor para Ananindeua PP / PSDC                    | 3.117 | 1,66% |
| Carlos Correa Lima (PMDB)    | 15555 | PMDB - PHS PMDB / PHS                               | 3.102 | 1,65% |
| Pastor Arlindo Silva (PRB)   | 10123 | PRB/PTC PRB / PTC                                   | 3.097 | 1,65% |
| Rui Begot (PR)               | 22111 | Todos por Ananindeua PR / PTdoB                     | 2.892 | 1,54% |
| Ed Wellington Pereira (PMDB) | 15151 | PMDB - PHS PMDB / PHS                               | 2.726 | 1,45% |
| Lívio Assis Júnior (PMDB)    | 15678 | PMDB - PHS PMDB / PHS                               | 2.619 | 1,40% |
| Afonso Almeida (PSC)         | 20123 | Unidos para vencer PSC / PTN                        | 2.439 | 1,30% |
| Ronaldo Sefer (PR)           | 22120 | Todos por Ananindeua PR / PTdoB                     | 2.380 | 1,27% |
| Miro Sanova (PDT)            | 12789 | Frente de Esquerda por Ananindeua PDT / PSB / PCdoB | 2.213 | 1,18% |
| Luis Cláudio Pinto (PMDB)    | 15551 | PMDB - PHS PMDB / PHS                               | 2.196 | 1,17% |
| Prof.º José Duarte (PSC)     | 20555 | Unidos para vencer PSC / PTN                        | 1.862 | 0,99% |
| Francy Pereira (PSDB)        | 45618 | PSDB                                                | 1.582 | 0,84% |
| Almir Santos (PSDB)          | 45615 | PSDB                                                | 1.220 | 0,65% |
| Jorge Serique (PRP)          | 44711 | República Progressista Social PSL / PRP             | 1.151 | 0,61% |
| Pedro Soares (PT)            | 13513 | Ananindeua para todos PT / PMN                      | 943   | 0,50% |

Obs.: A tabela acima mostra somente os vereadores eleitos.